# Mestský futbalový štadión Michalovce
Mestský futbalový štadión – stadion piłkarski w Michalovcach, na Słowacji. Został otwarty w 1953 roku. Może pomieścić 4440 widzów. Swoje spotkania rozgrywają na nim piłkarze klubu MFK Zemplín Michalovce.
Stadion zaczęto budować pod koniec lat 40. XX wieku, a oddanie do użytku miało miejsce w 1953 roku. W 1958 roku powstała trybuna po stronie północno-wschodniej. W 1968 roku postawiono betonowe trybuny na łukach stadionu. 22 maja 1971 roku na stadionie rozegrano jedno spotkanie fazy grupowej Turnieju Juniorów UEFA (Polska – Szwecja 1:1). W 1978 roku w czynie społecznym powstała trybuna od strony południowo-zachodniej. W 2006 roku trybuna ta została zmodernizowana. W 2009 roku miała miejsce przebudowa stadionu, zlikwidowana została bieżnia lekkoatletyczna oraz stara trybuna z 1958 roku, w jej miejscu wybudowano nową zadaszoną trybunę, nowe trybuny powstały także za bramkami, a trybuna od strony południowo-zachodniej po raz kolejny została wyremontowana. 11 maja 2010 roku na stadionie rozegrano spotkanie finałowe Pucharu Słowacji (Slovan Bratysława – Spartak Trnawa 6:0). Pod koniec 2011 roku za narożnikami postawiono cztery 38-metrowe maszty oświetleniowe, dające oświetlenie o natężeniu 1200 luksów.